# Nihat Erim
Nihat Erim (ur. 17 lutego 1912 w Kandıra, zm. 19 lipca 1980 w Stambule) – turecki prawnik i polityk. Minister robót publicznych (1948–1949), wicepremier (1949–1950), premier Turcji (1971–1972). Zginął w zamachu, zorganizowanym przez działaczy lewicowego ugrupowania Dev Sol.